# Little Lulu
Little Lulu (traducció literal en català: La petita Lulú) és el sobrenom de Lulu Moppet, protagonista d'una tira còmica, creada per Marjorie Henderson Buell. Primer va a aparèixer com a còmic d'una vinyeta en el Saturday Evening Post del 23 de febrer del 1935. Va continuar publicant-se setmanalment en aquest mitjà fins al 30 de desembre de 1944 i va continuar des de llavors com una tira regular.

## Història
Marjorie Henderson Buell, que signava amb el nom de "Marge”" havia creat dos còmics a la dècada de 1920: The Boy Friend i Dashing Dot, ambdós amb protagonistes femenines. La primera aparició del personatge Lulú no fou fins al 23 de febrer de 1935, al diari estatunidenc The Saturday Evening Post. Es tractava d'una caricatura a vinyeta única en la qual Lulú apareix com una nena en un casament en el qual en lloc de repartir flors llança peles de plàtan pel terra, fent relliscant així a la núvia. La tira còmica Little Lulú (traducció literal en català: Petita Lulú) va reemplaçar a la tira còmica Henry. El diari havia sol·licitat a Buell fer una tira similar a Henry, i a l'autora se li va acudir de crear el personatge duna nena petita en comptes del nen Henry, ja que «una nena es podria permetre de fer més entremaliadures, que serien qualificades de grolleres si les fes un nen», segons l'autora. La tira d'una sola vinyeta va continuar al Saturday Evening Post fins al 30 de desembre de 1944, passant seguidament al format de tira còmica estandard.
Segons l'autora Buell, el personatge de Lulú, amb els seus característics cabells arrissats, s'assembla a ella de jove.
Buell va deixar de dibuixar la tira el 1947, i a partir de 1950 Little Lulu fou publicada pel Chicago Tribune–New York News Syndicate i va durar fins al 1969.
L'autor de còmic John Stanley va assumir el guió la sèrie regular de Lulú a partir del 1948, havent dibuixat prèviament alguns números de Lulú a quatre colors, que eren independents i prèvis a l'aparició de la sèrie. El dibuix fou assumit pels il·lustradors Irving Tripp i Charles Hedinger, però Stanley va continuar encarregant-se de dibuixar les portades.
Mentre que les vinyetes del rotatiu Saturday Evening Post es limitiven a representar els mers acudits d'una nena trapella, Stanley va expansionar l'univers de Lulú incorporant-hi a tot una sèrie de nous personatges, als quals va dotar d'una personalitat, uns gestos i un argot propi dels infants. Molts dels còmic giren entorn de la rivalitat entre els nens i les nenes, involucrant molt sovint al club format per Tubby, Iggy i algun altre nen, el qual tenia per icònic lema un "nenes prohibides". Lulú i la seva amiga Annie acaben donant una lliço als nens, que queden en evidència degut als prejudicis que tenen sobre la superioritat del seu gènere.
El personatge Tubby va esdevenir tan popular, que fins i tot va acabar tenint la seva pròpia sèrie de còmic, la qual es va publicar entre 1952 i 1961.
Després de la jubilació de Buell el 1972, Western Publishing va adquirir els drets de la sèrie i el nom de Marga fou retirat del títol de la sèrie, la qual va continuar fins al 1984.

## Còmics
Una tira còmica diaria anomenada Little Lulu fou distribuïda pel Chicago Tribune-New York News Syndicate des del 5 de juny de 1950 fins al 31 de maig de 1969. Els il·lustradors foren Woody Kimbrell (1950–1964), Roger Armstrong (1964–1966), i Ed Nofziger (1966–1969).
Little Lulu va aparèixer a 10 números de la sèrie de còmics Four Color de Dell Comics (números 74, 97, 110, 115, 120, 131, 139, 146, 158 i 165), abans d'esdevenir una sèrie de còmic pròpia el 1948, amb el títol Marge's Little Lulu.
Amb l'escició de Dell Comics i Western Publishing, i el consequent surgiment de Gold Key Comics, Little Lulu va passar a Gold Key a partir del número 165.
El personatge Tubby va obtenir la seva pròpia sèrie entre 1952 i 1961, apareixent prèviament als números 381, 430, 444 i 461 de Four Color. La sèrie pròpia es va anomenar Marge's Tubby entre els números 5 i el 49. A aquesta sèrie, Tubby passava les seves pròpies aventures, sense l'aparició de Lulú.
Amb l'arrivada de la seva jubilació, l'autora Marge va vendre Little Lulu a Western Publishing i el còmic fou reanomenat com Little Lulu a partir del número 207 (setembre de 1972), pendent el nom de "Marget" al títol. La publicació del còmic va finalitzar el 1984 (amb el número 268). L'artista Hy Eisman va retenir les històries previstes pels episodis 269-270 (amb guió de Paul Kuhn), ja que les pàgines li foren retornades un cop que la sèrie havia sigut cancel·lada. Aquestes històries foren posteriorment publicades al The HoLLywood Eclectern (HE).

## Televisió i pel·lícules
S'han fet diverses sèries i pel·lícules de la Petita Lulú (Little Lulu).
A finals dels anys 1970, la cadena estatunidenca ABC va emetre dos especials de mitja hora de durada basats en el persotatge de Lulú. Els especials formaven part de la programació del dissabte al matí, inclosos dins de la secció ABC Weekend Special. En aquests dos especials, Little Lulu i The Big Hex of Little Lulu, Lulú fou interpretada per l'actriu Lauri Hendler. El repartiment també incloïa a Kevin King Cooper (interpretant a Tubby), Lulu Baxter (interprentant a Annie), Robbie Rist (interpretant a Iggy) i Annrae Walterhouse (interpretant a Gloria).
Entre 1976 i 1977, l'estudi d'animació japonès Nippon Animation va crear una sèrie de dibuixos animats de 26 episodis anomenada La petita Lulú i els seus amics (títol original en japonès: リトル・ルルとちっちゃい仲間, Ritoru Ruru to Chitchai Nakama). La sèrie es basava en els còmics estatunidencs de Marjorie Henderson Buell.
El 1995 la productora canadenca CINAR va fer una nova sèrie sobre les aventures de Lulú, anomenada The Little Lulu Show (traducció literal en català: El show de la petita Lulú), dos anys després de la mort de Marjorie Henderson Buell el 1993.